# Медведи (фильм, 2014)
Медведи (англ. Bears) — документальный фильм о медведях гризли, живущих на прибрежных горных хребтах Аляски. Премьера фильма состоялась 18 апреля 2014 года — за 4 дня до праздника дня Земли. В роли рассказчика выступил Джон Райли.

## Сюжет
Фильм повествует о том, как медведица учат жизненным навыкам медвежат.
Их путешествие по величественной Аляске начинается с конца зимы, когда медведи выходят из спячки, чтобы встретить пронизывающий холод. Мир за пределами берлоги захватывающий, но опасный — так, например, весёлый спуск медвежат с горы несёт в себе угрозу лавины. Наступает весна и медведице приходится, конкурируя с другими соплеменниками, выживать и странствовать по побережью в поисках высококалорийной пищи, чтобы кормить детёнышей.

## Производство
Съёмки медвежьей семьи проходили в национальном парке Катмай.
Некоторые кадры съёмочного процесса и эпизоды жизни животных, не вошедшие в основную часть фильма, были включены в концовку и показаны одновременно с заключительными титрами.